# 구존유
구존유(具存裕)는 고려의 공신이자 능성 구씨의 시조이다. 벽상삼한삼중대광(壁上三重大匡) 검교상장군(檢校上將軍)을 지냈다.
구존유가 1224년 주잠과 함께 중국에서 도래하였다는 일부의 주장이 있으나, 중국의 신안 주씨의 기록에 구존유는 고려인으로 기재되어 있으며 1224년 이전부터 호남 지방에 토착 구(具)씨가 있었다는 기록이 있다. 또한 세종실록지리지(世宗實錄地理志)의 능성현(綾城縣) 토성조(土姓條)와 신증동국여지승람(新增東國輿地勝覽)의 능성현(綾城縣) 토성조(土姓條)에도 구씨(具氏)를 능성현(綾城縣)의 대표적인 토착 성씨로 기록하고 있고, 현재 중국에는 성씨가 具인 씨족이 존재하지 않는다. 족보에서 동래하였다는 1224년 이전에도 나주 주씨 주덕명(朱德明)이 1018년 공부상서(工部尙書)에 임명된 것으로 고려사에 나타나고, 능성 주씨 주경여는 1219년(고려 고종(高宗) 6년) 은사과(恩賜科)에 급제한 것으로 기록되어 있다.
1224년 이전에도 호남 지방에 구(具)씨 성을 가진 인물들이 다수 기록되어 있다. 백제가 멸망한 뒤 나주에서 포로로 잡힌 백제 장군 구도(具道)의 아들 구단서(具端舒)가 있고, 궁예의 태봉국 시중(侍中)이었던 구진(具鎭)이 918년(태조 1) 나주도(羅州道) 대행대(大行臺) 시중(侍中)에 임명되었으며, 1101년(고려 숙종 6년)에 탐라 성주(星主) 배융부위(陪戎副尉)인 구대(具代)가 유격장군(遊擊將軍)에 임명되었던 사실을 《고려사(高麗史)》에서 확인할 수 있다.
그러므로 능성 구씨가 중국계 성씨라는 주장은 당시 만연했던 모화사상에 기초하여 중국과의 관련성을 부각하고자 했던 시도로 보는 것이 설득력 있다.
능성 구씨 대종회에서는 이미 역사서를 근거로 구존유의 중국 도래설을 반박하고, 구존유가 토착 고려인이라는 의견을 제시하였다. 이와 관련하여 대종회 차원에서도 여러 백과사전에 해당 사실로 수정을 요청하였고, 그 결과 일부 백과사전의 내용은 수정되었다.
능성 구씨는 시조 구존유 이래로 그 후손이 고려 조정에 계속 진출하여 가문의 명성을 높였다. 2세는 평장사(平章事)를 지낸 구민첨(具民瞻), 3세는 문하좌정승(門下左政丞)을 지낸 면성부원군(沔城府院君) 구연(具珚), 4세는 면성부원군(沔城府院君) 구예(具藝), 5세는 전리판서(典理判書)를 지낸 면성부원군(沔城府院君) 구영검(具榮儉), 6세는 면성부원군(沔城府院君) 문정공(文貞公) 구위(具禕)와 문하찬성사(門下贊成事)를 지낸 구흥(具興)과 공조전서(工曹典書)를 지낸 구의(具義)가 유명하다. 그리고 7세 문절공(文節公) 구홍(具鴻)은 조선의 개국에 협력하지 않고 은둔하여 고려 왕조에 대한 절의를 지켰다.
능성 구씨는 시조 존유(存裕)의 7세손부터 가세가 크게 번창하여 사재감 판사(司宰監判事) 현좌(賢佐)를 파조(派祖)로 하는 판사공파(判事公派), 공조 전서(工曹典書) 현로(賢老)를 파조로 하는 전서공파(典書公派), 시랑(侍郞) 영량(英良)을 파조로 하는 시랑공파(侍郞公派), 판안동 대도호부사(判安東大都護府使) 성량(成亮)을 파조로 하는 판안동공파(判安東公派)를 비롯하여 좌정승공파(左政丞公派)·도원수파(都元帥派)·재신파(宰臣派)·낭장공파(郎將公派)·감무공파(監務公派)·임천군사공파(林川郡事公派)·참판공파(參判公派)·문천군사공파(文川郡事公派)의 12개 파(派)로 나뉘었으며 조선 원종의 비이자 제16대 왕 인조의 어머니인 인헌왕후(仁獻王后)를 배출하는 등 조선 중후기 이후 조선왕조 권력의 핵심 가문으로 그 세를 떨치었다.